# Tachinophasia transita
Tachinophasia transita là một loài ruồi trong họ Tachinidae.